# 塔瑪·齊格勒
塔瑪·德博拉·齊格勒（希伯來語：תמר ציגלר，1971年—）是一名以色列數學家，以其在遍歷理論、組合數學和數論領域的工作而知名。她在耶路撒冷希伯來大學愛因斯坦數學研究所擔任亨利與瑪雅·諾斯凱維斯數學講座教授。

## 職業生涯
齊格勒在希勒爾·弗斯滕伯格的指導下獲得耶路撒冷希伯來大學數學博士學位。她的論文題目是《非傳統遍歷平均》（Nonconventional ergodic averages）。她曾在美國俄亥俄州立大學、普林斯頓高等研究所和密西根大學做了五年博士後。2007年至2013年間，她在以色列理工學院任教，並於2013年秋季加入耶路撒冷希伯來大學擔任正教授。
齊格勒擔任多份期刊的編輯。其中，她是《歐洲數學學會期刊》的編輯、《數學年刊》的副編輯，以及《以色列數學期刊》的主編。

## 研究工作
齊格勒的研究領域是遍歷理論與多個數學領域的結合，包括組合數學、數論、代數幾何學和理論計算機科學。她與班·格林和陶哲軒（結合他們早期的工作）共同合作的主要貢獻之一，是解決了有限複雜性仿射線性系統的廣義哈代-李特爾伍德猜想。
其他重要貢獻包括將格林-陶定理理論概括至多數模式，以及證明有限體幾何中高爾斯範數的逆猜想。

## 榮譽
齊格勒於2011年獲得以色列數學聯盟艾狄胥獎，並於2015年獲得布魯諾紀念獎。她是2013年歐洲數學學會的年度講師，也是2014年國際數學家大會的受邀演講者。她被任命為2016-2017年度美國國家數學科學研究所西蒙斯教授。
她於2021年當選為歐洲科學院院士。